# 福卡斯特爾峰
福卡斯特爾峰（英語：Forecastle Summit）
是南極洲的山峰，位於維多利亞地的斯科特海岸，屬於康沃伊山脈的一部分，海拔高度2,040米，現時由南極條約體系管理。